# Fotografía en Filipinas

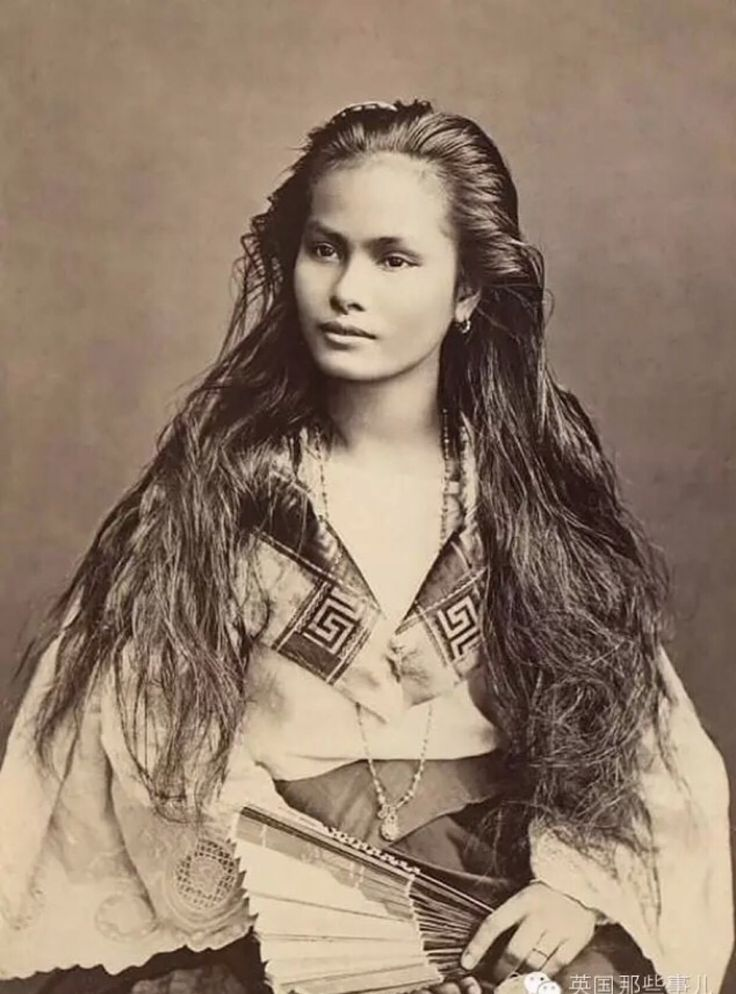
"Indígena de la clase rica (Mestiza sangley-filipina)", fotografía del holandés Francisco van Camp, 1875.

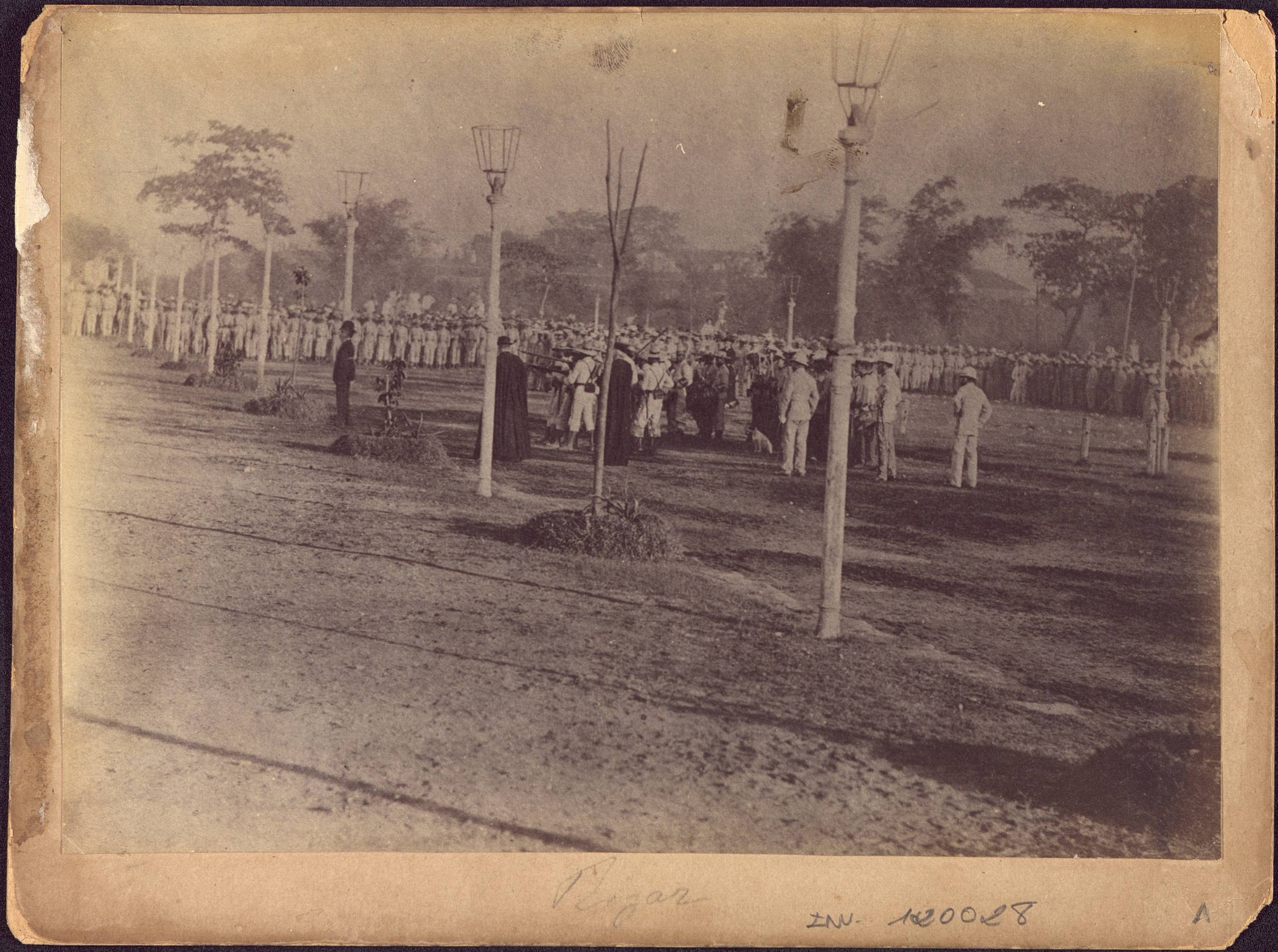
Fusilamiento de José Rizal, 30 de diciembre de 1896. Esta fotografía fue tomada por Manuel Arias Rodríguez que era un criollo español.

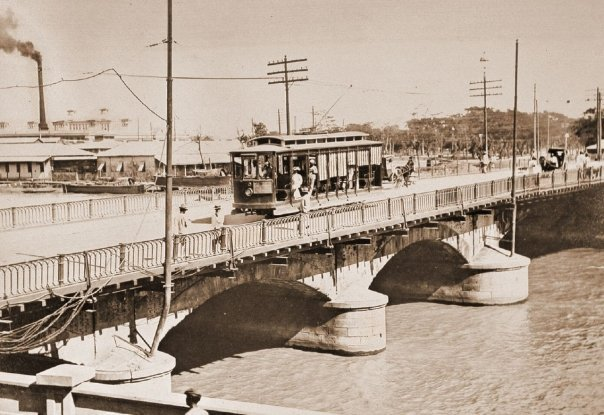
Puente de España, 1890.

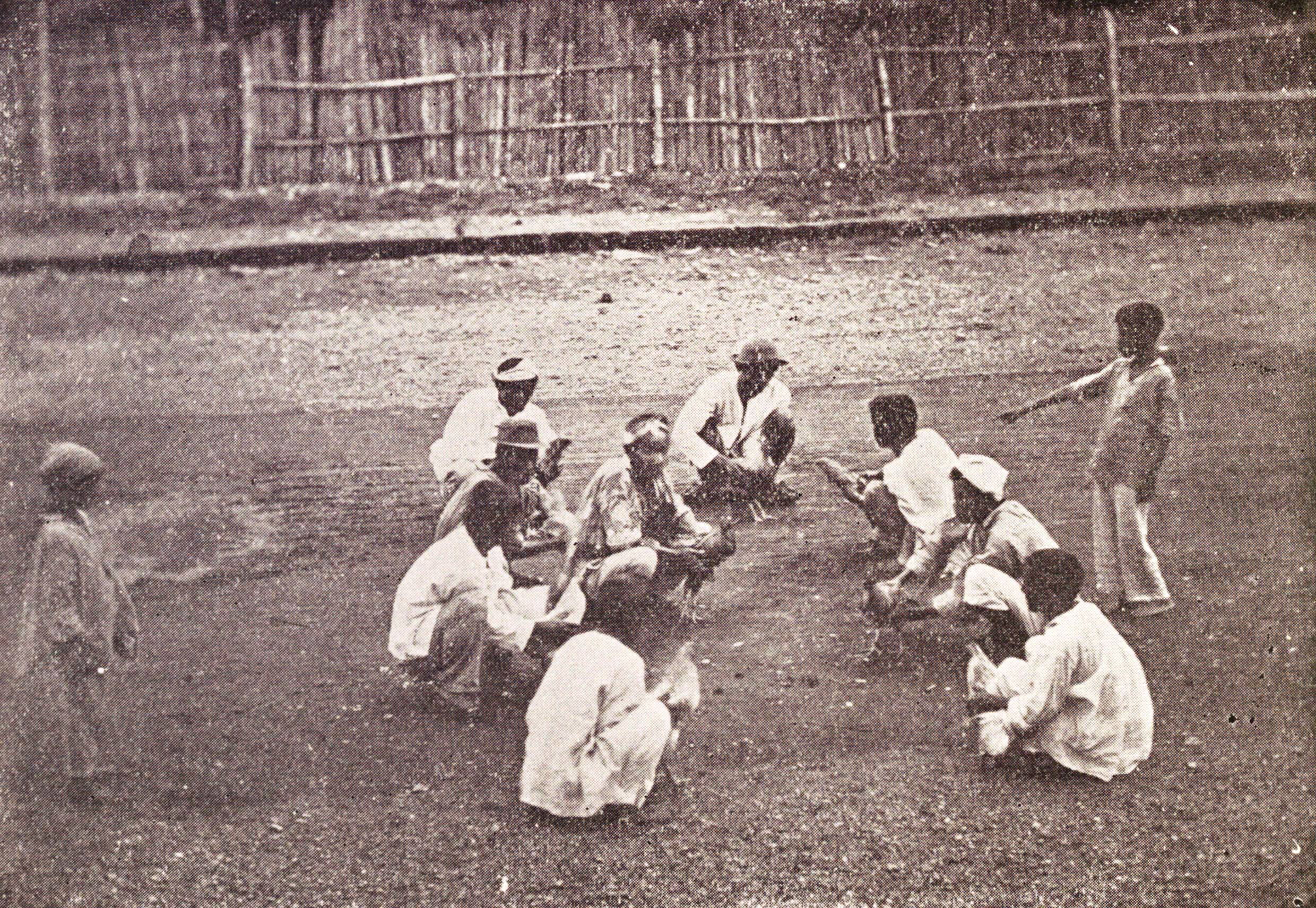
Escena de una pelea de gallos.

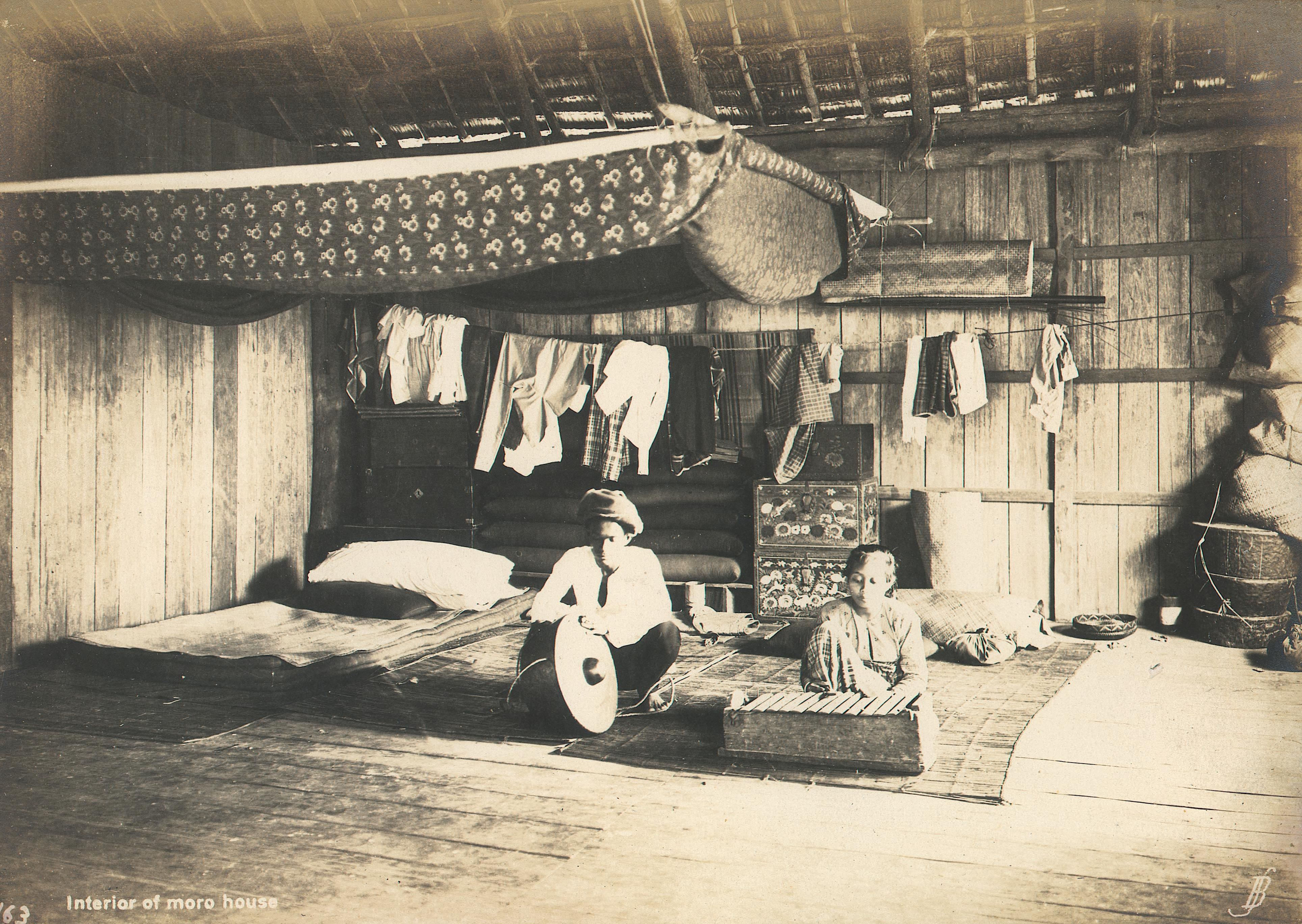
Interior de una vivienda de un poblado Moro, 1898.

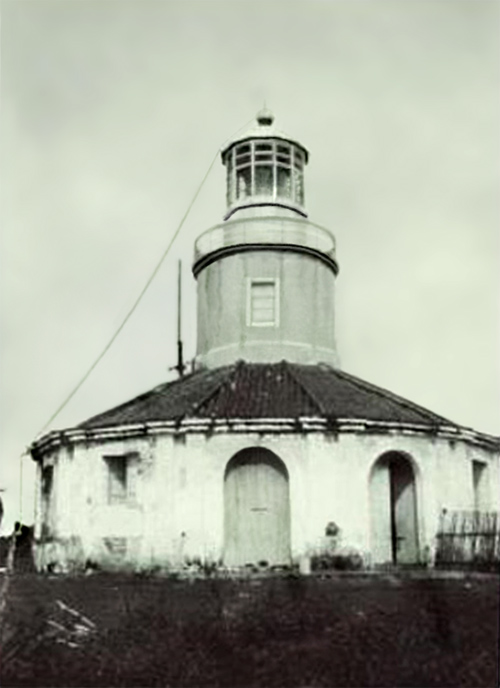
Faro en la isla de Corregidor en la bahía de Manila, fotografía de Marion, 1893.

La fotografía en Filipinas se inició tras la llegada de fotógrafos occidentales, especialmente europeos que llegaron a las islas con fines comerciales. Entre 1840 y el final del siglo XIX las islas Filipinas se encontraban gobernadas por España, por lo que la creación de estudios fotográficos y la realización de reportajes se relacionaban con esta situación. A partir de 1898 el gobierno pasó a los Estados Unidos por lo que se puede afirmar que el comienzo de la práctica de la fotografía en Filipinas estuvo influida por los conceptos occidentales de la cultura más que por los propios del archipiélago colonizado. Entre los motivos del uso de la fotografía se pueden señalar: un apoyo a las noticias e información sobre la colonia, una herramienta para el turismo, un instrumento para la antropología, un medio para afirmar la condición social, un instrumento para la documentación histórica, un dispositivo para la comunicación y un instrumento de propaganda.
El primer fotógrafo nacido en las islas que se conoce es Félix Laureano que realizó su obra a finales del siglo XIX. A finales del siglo XX se conoció la obra de Eduardo Masferré que es otro de los pocos fotógrafos filipinos que ha alcanzado reconocimiento.

## Durante la administración española
Los inicios de la fotografía en Filipinas se remontan a la década de 1840, con Sinibaldo de Mas. En una fecha no determinada, quizás en esa misma década, W. W. Wood realizó las dos primeras fotografías que se conservan de las ciudades de Intramuros y Manila. Sin embargo, Sinibaldo de Mas fue el primer autor que publicó un libro con fotografías de Filipinas que tomó con una cámara de daguerrotipos en 1841. A partir de 1860 comenzó a generalizarse el empleo de la fotografía tanto en Manila como en resto del país.
Los primeros estudios fotográficos se abrieron en la década de 1850, siendo el perteneciente al fotógrafo británico Albert Honnis el primero que se conoce. Este fotógrafo estuvo viviendo en Filipinas desde 1865 hasta su muerte el 3 de agosto de 1870 que pasó a manos del fotógrafo holandés Francisco Van Camp. Honnis popularizó los retratos y la tarjeta de visita. La empresa azucarera Russell & Sturgis Company le encargó un reportaje sobre Manila y el río Pasig que se tituló «Vistas de Manila».
Otros fotógrafos pioneros fueron el ya mencionado Francisco Van Camp, Maidin Manuel, Pedro Picón, el alemán Enrique Schüren, el español Francisco Pertierra, Bonifás C, EM Barretto, Manuel Arias Rodríguez, L. González y el norteamericano Dean Conant Worcester.
La fotografía de paisajes filipinos tenía un gran interés comercial, al ofrecer imágenes de un país exótico. Estas originaron un interesante mercado que las utilizaba como postales o como ilustraciones en publicaciones como revistas y guías de viaje. La primera guía de viajes que se publicó fue obra del fotógrafo alemán Fiódor Jagor, que la tituló como Reisen in der Philippinen (Viajes por Filipinas) y fue fruto de su trabajo entre los años 1859 y 1860. Su traducción al español, realizada por Sebastián Vidal y Soler le permitió ser considerado como uno de los mejores libros de viajes sobre Filipinas.

### La fotografía como medio informativo
La fotografía también se empleó como un medio de comunicación y propaganda con diversos fines y temas. Las imágenes producidas desde esta perspectiva abarcan diferentes tipos de registro.

#### Registros de la vida provincial y la influencia misionera
La vida cotidiana de los filipinos y de los  misioneros extranjeros aparece resumida en el álbum titulado la Provincia de Cagayan  que se encuentra en el Museo Nacional de Antropología  de Madrid. En el libro que se publicó entre 1874 y 1880 se pueden contemplar los métodos de cultivo del tabaco empleados en Luzón durante el siglo XIX. Pero también presenta fotografías que muestran las costumbres,  las tradiciones y los modos de afrontar el ocio.
Durante la colonización española se produjeron los álbumes titulados Memorias de Mindanao  y en 1892 Vistas de las Poblaciones de Cottabato, Río Grande de Mindanao, Joló, Liangan, Monungam, y ... de tipos de indígenas, así de como de tropas españolas en Filipinas. Mediante estas fotos se mostraron paisajes de Mindanao, los asentamientos del sultanato y la forma de vida de los musulmanes filipinos, así como los soldados españoles y los misioneros.

#### Registros de los desastres naturales
La existencia de la fotografía permitió dar a conocer las consecuencias de desastres naturales tales como terremotos, tifones, huracanes, ciclones, lluvias monzónicas, erupciones volcánicas e incendios forestales en Filipinas. Algunos ejemplos testimoniales son las fotografías realizadas en el taller del fotógrafo Joaquín Martínez de Hebert, que trabajaba para la Casa Real sobre las consecuencias del terremoto producido en Manila el 3 de junio de 1863 o el realizado por el fotógrafo holandés Francisco Van Camp sobre la devastación causada por las actividades sísmicas que se produjeron en julio de 1880.

#### Registros sobre el proceso de industrialización
Las obras públicas realizadas en las Filipinas fueron catalogadas en un álbum de 1887 con el título de Obras del Puerto de Manila y en otro libro de 1896 publicado por la Junta del Puerto de Manila. Los faros construidos o reparados entre los años 1889 y 1893 fueron catalogados en un libro titulado Obras Públicas: Faros que se encuentra en el Archivo del Palacio Real de Madrid.

#### Registros de tipo antropológico
Con la invención de la fotografía disminuyó la necesidad de viajar a lugares distantes para el trabajo de los antropólogos con poblaciones indígenas. Las fotografías se convirtieron en una de las más importantes fuentes secundarias para los estudios de casos. Sin embargo, de modo paralelo también aumentó la tentación para que los fotógrafos y los propios antropólogos manipulasen las imágenes organizando escenarios artificiales para obtener imágenes con fines científicos. Además esta "manipulación" estaría influida por un posible planteamiento estereotipado sobre los indígenas desde una perspectiva de la cultura occidental como dominante; aunque también existió una tendencia a actuar como "voyeur" como lo demuestra el gran número de mujeres indígenas que fueron fotografiadas con los senos desnudos.

## El primer fotógrafo filipino

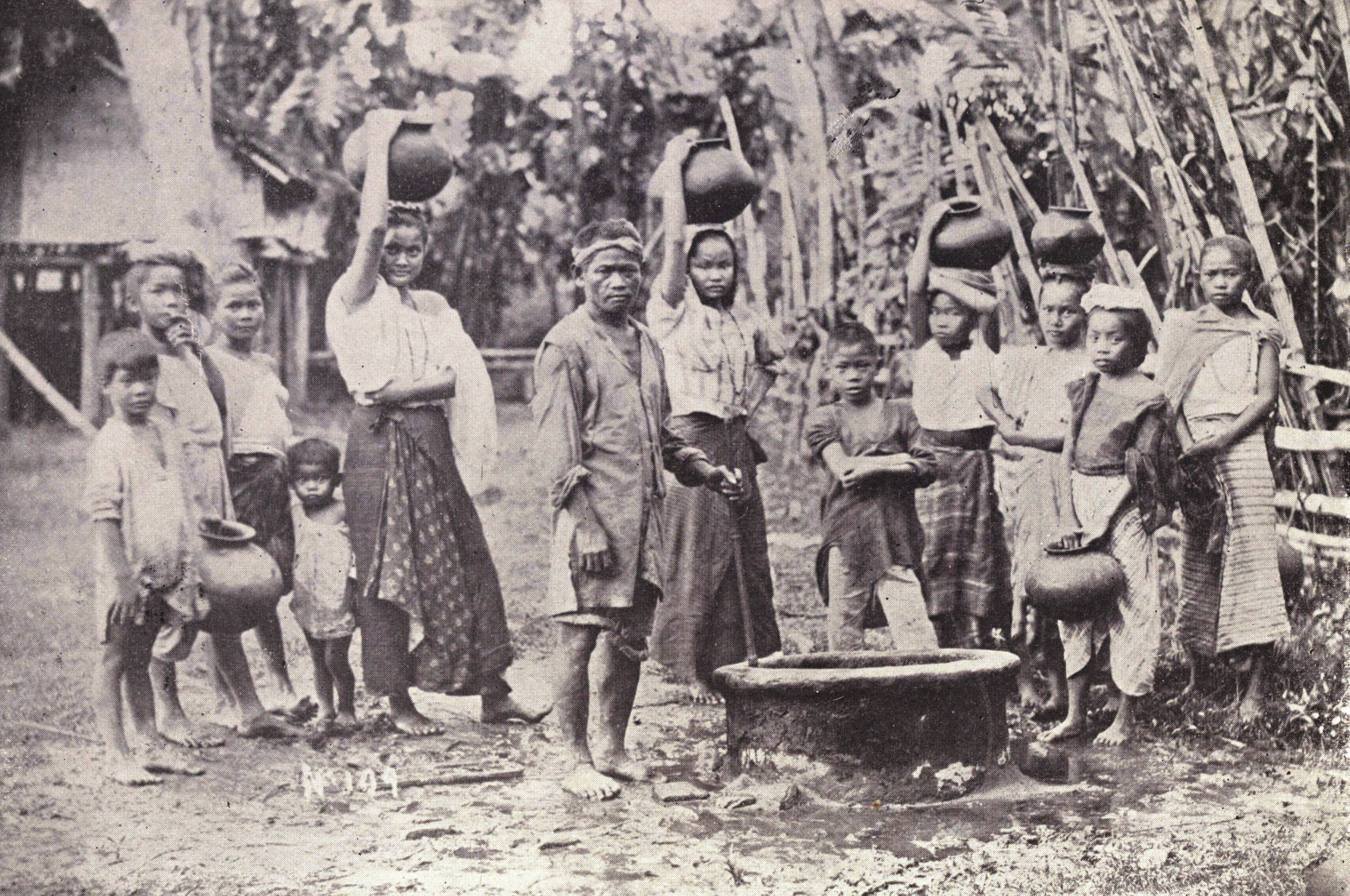
Acarreo de agua en Iloilo, c. 1899.

Uno de los primeros fotógrafos de nacionalidad filipina fue Félix Laureano, aunque no se sabe si era criollo o mestizo. La mayoría de sus fotografías las realizó en Iloílo en la región de Panay y en ellas proporciona una visión más provinciana que la de los fotógrafos instalados en la capital Manila. Además al estar integrado en la población ofrece una perspectiva más acorde a la cultura filipina de esa zona. En 1895 público en Barcelona un libro álbum con treinta y siete fototipias, titulado Recuerdos de Filipinas, que muestra algunas costumbres filipinas y que ha sido reeditado en el siglo XXI. Sus composiciones pictóricas, tales como En El Baño y Cuadrilleros, se centró en las formas humanas, aunque las peleas de gallos y corridas de toros en Filipinas pudieron conocerse en España gracias a sus colaboraciones en una de las primeras revistas españolas que incluían  fotografías: La ilustración española y americana, donde aparecen en 1897 imágenes de Manila, Iloílo y Cavite, que debió de captar entre 1893 y 1894. Laureano está considerado como "el primer artista filipino a utilizar conscientemente la fotografía como un medio para el arte".

## Durante la administración estadounidense

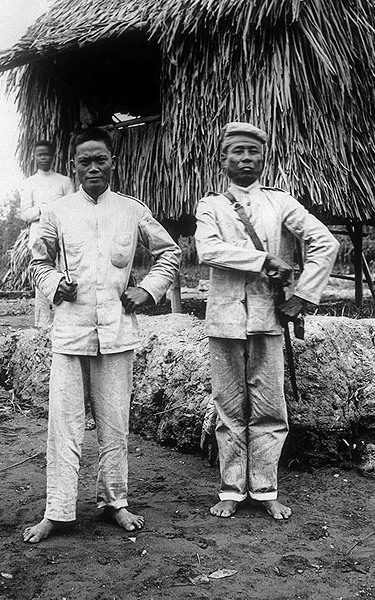
Funcionarios militares filipinos, 1899.

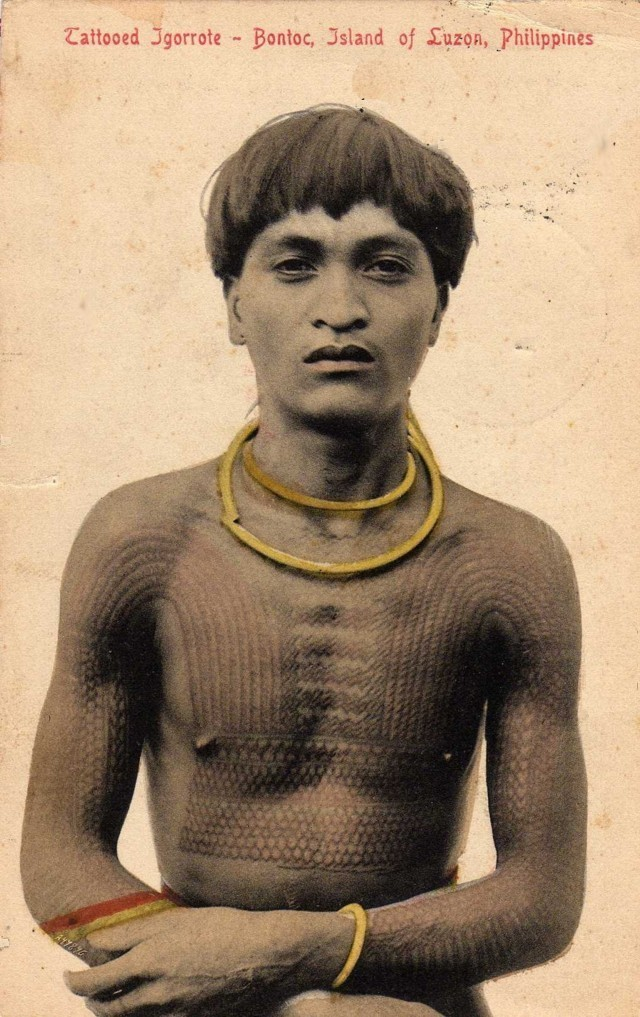
Joven igorote, c. 1908.

La fotografía que se realizó en Filipinas durante el colonialismo estadounidense se puede englobar en dos tendencias: la realizada por estadounidenses que tenían un punto de vista de tipo etic y las realizadas por filipinos que presentaban un punto de vista más subjetivo.

### Imágenes realizadas por estadounidenses
Después de la Guerra Hispano-Estadounidense, Filipinas fue ocupada por los Estados Unidos, lo que supuso un aumento de la población colonial y entre sus actividades se incluyó la fotografía. De un modo general, las fotografías tomadas por los estadounidenses estaban motivadas por un interés científico o antropológico, pero también con fines comerciales para satisfacer la curiosidad que despertaba el país. Los temas que se abordaron fueron retratos de hombres y mujeres filipinas, tanto en estudio como en exteriores y paisajes.
Los Tomasitos o Thomasites en idioma inglés, fue un grupo de 500 profesores que envió el gobierno estadounidense para implantar su propio sistema educativo y de ese modo difundir su cultura. La primera fotógrafa del grupo fue Philinda Rand que realizó varios reportajes en Silay y Lingayen donde residía. Philinda era profesora de lengua inglesa y se dedicó a tomar fotografías de diversos aspectos de la vida en Filipinas; sus imágenes tratan sobre personas, estudiantes, misioneros, edificios, animales y paisajes en un recorrido temporal entre 1901 y 1907.
Entre 1900 y 1914 se realizaron expediciones para fotografiar las tribus de las montañas filipinas conocidas como los igorotes, que era uno de los ocho grupos étnicos de la población filipina en aquel momento. La toma de fotografías presentaba una superioridad de los colonizadores y ponía el énfasis en la condición racial, la tonalidad de la piel, el tamaño del cuerpo, el contexto cultural, los códigos y los hábitos de vestir en comparación con las características físicas y las formas culturales estadounidenses. Como ejemplo se destacó que fuesen cazadores de cabezas, cuando esa costumbre era una práctica tribal realizada para resolver los conflictos sociales a través de la venganza individual en vez de conducir a una guerra colectiva, sin embargo las fotografías de los cráneos causaron gran impacto y rechazo en la opinión pública estadounidense. En relación con el modo de vestir, se utilizó la cantidad de prendas de vestir que empleaban las tribus filipinas como un indicador de los niveles de desarrollo social que habían alcanzado. Además a los miembros de las tribus sólo se les proporcionaba trabajo en el servicio doméstico y en ferias y festivales se exihibían como "tipos humanos".
A comienzos del siglo XX las primeras imágenes de la mujer filipina se convirtieron en una fuente de retratos pornográficos y eróticos, como las realizadas por Dean Conant Worcester, un fotógrafo estadounidense y exsecretario del Interior del gobierno colonial de los Estados Unidos.

### Imágenes realizadas por filipinos
Sin embargo cuando los filipinos dispusieron de la oportunidad de "controlar su apariencia" delante de las cámaras en los estudios aparecían de un modo muy diferente. Estas fotografías eran más personales y formales, las mujeres filipinas aparecían demostrando una condición femenina cargada de "virtud y refinamiento", vestidas a la moda y con las prendas "religiosas" de la época; así cuando el pueblo igorote tuvo ocasión de decidir sobre cómo se le fotografiaba a sus miembros produjo imágenes con figuras de pie, erguidas y vestidas con sus capas y bastones tribales que denotaban el estatus y el prestigio social de que disponían.
Un fotógrafo que proporcionó imágenes desde este punto de vista fue Eduardo Masferré que era hijo de padres españoles pero nació y vivió en Filipinas. Se dedicó a tomar fotos de su entorno entre los que se encontraban los indios igorotes y sus fotografías son mayoritariamente de personas y no tanto de paisajes. Cuando finalizó la Segunda Guerra Mundial abrió un estudio fotográfico en Bontoc con el fin de realizar retratos que compatibilizó con sus reportajes documentales sobre la vida de los indígenas en la Cordillera Central. Sus temas incluían fotografías sobre ceremonias y rituales, pero también de la vida cotidiana. Existen estimaciones de que realizó unos siete millones de fotografías con esta temática en los años cincuenta tomadas en Bontoc, Kankana-ey, Kalinga, Gaddang e Ifugao. Sus fotografías tienen la intención de mostrar la vida de los nativos desde un punto de vista de alguien que convive con ellos y con los que se identifica, por lo que dispone de un valor etnográfico de tipo emic. Su libro más significado se titula People of the Phillipine Cordillera. Photographs 1934-1956 y se editó en 1988.

## La vida, la cultura y la identidad filipina a través de las imágenes

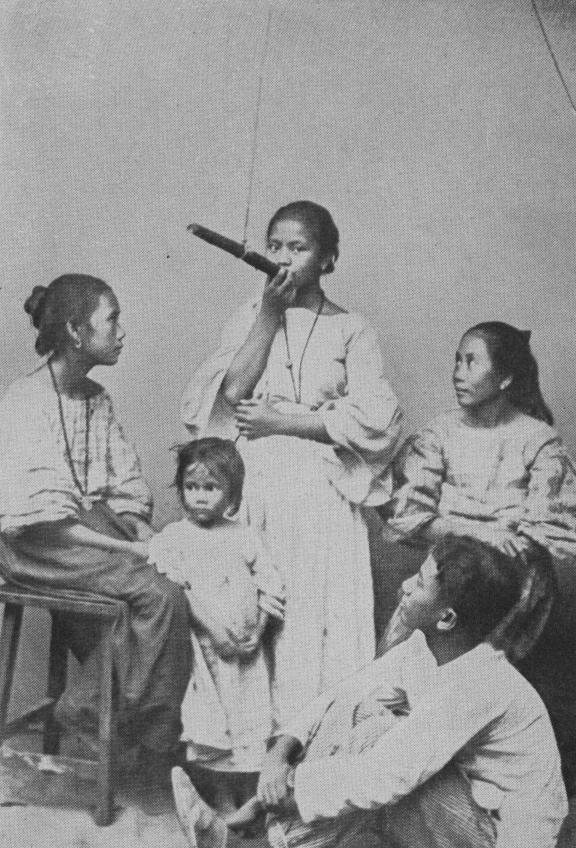
Smoking the Family Cigar (fumando el cigarro familiar), Luzón, fotografía de James David Givens, c. 1912.

Si se emplean las fotografías como una herramienta para conocer la cultura y la identidad filipina se observa que existía una sociedad diferente durante el período de administración española y el norteamericano. Así en el siglo XIX  la vida social estaba desempeñada por una élite formada tanto por españoles como por filipinos que registraban su estilo de vida mediante la fotografía. Antes de que la administración estadounidense se instalase en las Islas Filipinas, cualquier fotógrafo estadounidense en 1886 podía tomar fotos de la gente y de la vida cotidiana en la ciudad de Manila, en un reportaje se podían ver vendedores limpiamente vestidos con "collares religiosos" y a un joven muchacho filipino recogiendo agua en una fuente pública. Sin embargo, al comenzar la administración estadounidense en 1898 las fotografías mostraban mujeres sin ropa y guerreros armados lo que era una evidencia de la necesidad de "educar" a los habitantes de las islas.
En la década de 1930 los filipinos ya realizaban fotografías en mayor medida al haberla incorporado de un modo cultural y como ejemplo se realizaron numerosas fotografías de  bodas, velatorios, retratos de las reinas de los concursos de belleza, de políticos, de líderes religiosos, así como panorámicas y paisajes de Filipinas. Entre 1935 y 1941 cuando se encontraba bajo administración de la Commonwealth los políticos filipinos emplearon la fotografía como un medio para la propaganda y la campaña electoral. Más tarde, el desarrollo de la fotografía se tradujo en la confección y conservación de álbumes fotográficos familiares con bautismos, imágenes de la vida escolar, de reuniones familiares, de reuniones sociales, de excursiones, de bodas y similares. De ese modo la fotografía se convirtió en una herramienta para la conservación de la genealogía familiar y la historia social ya que los álbumes se transmitían de una generación a otra.